# Beaver Brook
Pour les articles homonymes, voir Beaver.
La Beaver Brook est un cours d'eau américain qui s'écoule dans le comté de Larimer, dans le Colorado. Entièrement protégée au sein du parc national de Rocky Mountain, elle se jette dans la Big Thompson.